# Arenaria glochidisperma
Arenaria glochidisperma är en nejlikväxtart som först beskrevs av Josep Maria Montserrat-Marti, och fick sitt nu gällande namn av Fior och P.O.Karis. Arenaria glochidisperma ingår i släktet narvar, och familjen nejlikväxter. Inga underarter finns listade i Catalogue of Life.